# Takashi Kanai
Takashi Kanai (født 5. februar 1990) er en japansk fodboldspiller, som spiller for den japanske fodboldklub Nagoya Grampus.